# Desktop search
Desktop search è una categoria di programmi informatici di utilità che effettuano ricerche nel file system del computer, solitamente file di testo.
Questa classe di programmi è in grado di effettuare ricerche su qualsiasi tipo di informazioni, dalla cronologia dei browser, rubriche e-mail, e file di testo.
La ricerca avviene quindi nel computer dell'utente piuttosto che su Internet, ma programmi come Google Desktop non fanno questa distinzione.

## Programmi

### Windows
- Copernic
- Exalead
- Google Desktop
- WhereIsIt

### macOS
- Google Desktop
- Spotlight

### Linux
- Beagle (GNOME)
- Deskbar (GNOME)
- Google Desktop
- Kat (defunto, KDE)
- Strigi (già Kitten, KDE)
- Tenor (KDE)